# Фокер E.I
Фокер E.I је немачки ловац-извиђач. Био је то једноседи, једнокрилни средњо крилац. Авион је први пут полетео 1915. године. 
 Овај авион је био родоначелник Фокерове серије ловаца једнокрилаца означених ознакама од E.I до E.IV.
Као први ловачки авион са фиксним митраљезом на кљуну авиона синхронизованим са обртањем елисе, обезбедио је Немцима превласт у ваздуху током 1915. и делом 1916. године. Овај патент је направио раволуцију у ловачкој авијацији Захваљујући томе авион Фокер E.I који је по својим летним карактеристикама био испод просека, постао је најбољи ловац у току 1915 и 1916. године.

## Пројектовање и развој
Као основа за пројект авиона Фокер E.I послужио је авион Фокер М.5. То је био ненаоружани једносед моноплан авион који је дизајнирао и направио Anthony Fokker (Ентони Фокер) 1913. Служио је као лаки извиђачки авион немачке војске по избијању Првог светског рата. Наоружавањем овог авиона митраљезом Парабелум MG14 калибра 7,92 mm, па његовом синхронизацијом са елисом, направљен је први успешан борбени авион у немачкој служби, и добио војну ознаку Фокер E.I .

## Технички опис
Труп му је правоугаоног попречног пресека. Носећа конструкција трупа је направљена од заварених челичних цеви високе чврстоће. Рамови конструкције су укрућени жичаним дијагоналама. Рамови конструкције који се налазе између мотора и кабине пилота су укрућени дијагоналама од челичних цеви. У том простору су били смештени резервоари за гориво и уље као и магацини за смештај митраљеске муниције. Иза мотора се налазила противпожарна преграда. Носач мотора је био од заварених челичних цеви. Предњи део, мотор и иза мотора до кабине пилота је био обложен алуминијумским лимом а остали део трупа је био облепљен импрегнираним платном. Пилот је седео у отвореном кокпиту. Прегледност из пилотске кабине је била добра јер није имао сметње ни од горњег крила нити од мотора (у авион уграђен звездасти ваздухом хлађен мотор).
Авион је био опремљен 7-мо цилиндричним ваздухом хлађеним ротационим мотором, Oberursel U.0 снаге 59kW (лиценцна немачка производња француског мотора Gnome 7 Lambda). На вратилу мотора је била причвршћена двокрака, вучна, дрвена елиса, непроменљивог корака. Мотор је лименом облогом заштићен због опасности које може изазвати својом ротацијом.
Предња и задња ивица крила су паралелне, крајеви коси а углови заобљени. Крило је било дрвене конструкције са две ремењаче од смрече, које су повезивале дрвена ребра од тополе, танког аеро профила. Предња ремењача је жичаним затезачима са горње стране била фиксирана за челичну пирамиду а са доње стране авиона за челичну конструкцију трупа авиона. Задња рамењача, која је мањег попречног пресека од предње рамењаче и тиме омогућила већи савитљивост крила је била челичним сајлама везана за управљачки механизам авиона а управљање се остваривало савијањем дела крила авиона. Нападна и излазна ивица крила су била од дрвета а цело крило је било пресвучено импрегнираним платном.
Репне површине код овог авиона се састоје од кормила правца и два кормила висине. Уобичајених Фиксних верикалних и хоризонталних стабилизатора овај авион нема. Сва кормила су направљена као цевасти челични рам са шупљим ребрима и платненом облогом. Вертикално кормило је постављено на крају репа а кормила висине су причвршћена за горњу ивицу трупа. Сва кормила су челичним сајлама директно везана за управљачки систем авиона.
Стајни орган је био класичан, направљен као челична конструкција од заварених танкозидих цеви са фиксном осовином. Tочкови су били димензија Ø 690 mm x 83 mm. Амортизација је била помоћу гумених каишева а на репном делу се налазила еластична дрвена дрљача.

## Наоружање
Авион је био наоружан једним синхронизованим митраљезом који се налазио испред пилота на горњој страни трупа и пуцо је кроз обртно поље елисе. Митраљез се налазио у хаптичком пољу пилота тако да је могао да интервенише у случају застоја у паљби што у то време није био редак случај.
| Наоружање авиона: Фокер        |      |
| Ватрено (стрељачко) наоружање  |      |
| Топ                            |      |
| Митраљез                       |      |
| Број и ознака митраљеза        | 1 х  |
| Број метака                    | 500  |
| Калибар                        | 7,92 |
| Бомбардерско наоружање (бомбе) |      |
| Ракетно наоружање (ракете)     |      |

## Табела техничких података за авионе Фокер E.I - E.IV
| Тип авиона Фокер  |               |                |                |                 |
| ----------------- | ------------- | -------------- | -------------- | --------------- |
| Намена            | ловац         | ловац          | ловац          | ловац           |
| Година            | 1915.         | 1915.          | 1915.          | 1915.-1916.     |
| Посада            | 1             | 1              | 1              | 1               |
| Број произведених | 56            | 23             | 258            | 49              |
| Дужина            | 6,75 m        | 7,20 m         | 7,20 m         | 9,75 m          |
| Размах            | 8,95 m        | 9,52 m         | 9,52 m         | 7,46 m          |
| Висина            | 2,40 m        | 2,40 m         | 2,40 m         | 2,70m           |
| Површина крила    | 14,40 m²      | 15,40 m²       | 15,40 m²       | 16,30 m²        |
| Маса празног      | 350 kg        | 370 kg         | 400 kg         | 460 kg          |
| Маса полетна      | 560 kg        | 580 kg         | 610 kg         | 610 kg          |
| Број мотора       | 1             | 1              | 1              | 1               |
| Мотор             |               |                |                |                 |
| Снага             | 80 KS (59 kW) | 100 KS (73 kW) | 100 KS (73 kW) | 160 KS (117 kW) |
| Max. брзина       | 132 km/h      | 141 km/h       | 141 km/h       | 161 km/h        |
| Плафон            | 3.048 m       | 4.115 m        | 4.115 m        | 4.500 m         |
| Долет             | 200 km        | 200 km         | 220 km         | 240 km          |
| Брзина пењања     | 142 m/min     | 246 m/min      | 200 m/min      | 310 m/min       |
| Наоружање митраљ. | 1 х 7,92mm    | 1 х 7,92mm;    | 1/2 x 7,92mm   | 2/3 x 7,92mm    |

## Верзије
- M.5 - Првобитни ненаоружани модел.
- M.5K - Модел са скраћеним размахом крила.
- M.5L - Модел са повећаним размахом крила.
- M.5K/MG - Пред серијски наоружани модел (5 ком.)
- E.I - Производни модел (56 ком.)

## Оперативно коришћење
На почетку Првог светског рата авиони су се углавном користили за извиђање и коректуру артиљеријске ватре. Ти авиони су углавном били двоседи са пилотом и извиђачем и били су ненаоружани. У случајевима када се сусретну два непријатељска извиђачка авиона, долазило би до размене ватре из личног наоружања посаде (пиштоља или карабина), било је то углавном плашење противника. Следећи корак је било наоружавање авиона митраљезом који се налазио у кабини извиђача (Блерио XI, Депердисен). Употреба митраљеза је била прилично ограничена због релативно уског поља дејства. Употреба митраљеза је била опасна за оба авиона у сукобу. Авиони који су као погон користили потисне елисе смештене иза гондола посаде, коришчење митраљеза је била нешто повољније на уштрб осталих перформанси авиона (Фарман МF.11, Воазен, Викерс F.B.5, РАФ F.E.2).
Увођњем и коришћењем овог авиона у немачкој војсци се искристалисао став да је неопходно формирати посебан вид у оквиру ваздухопловства, ловачку авијацију. Задатак ловаца је био да штите своје извиђаче и бомбардере у извођењу својих задатака, као и да онемогући непријатељске авионе у тој намери, тј. да обезбеди доминацију у ваздушном простору. У току 1915. и делом 1916. године авиони фамилије Фокер Е, су одлично обављали овај задатак а савезнички пилоти су овај период популарно назвали "Фокеров бич". Иначе ови авиони су учествовали на свим фронтовима и Првом светском рату: Западном и Источном фронту и Италијанском и Балканском ратишту.
Процењује се да су авиони из серије Фокер Е оборили око 1.000 савезничких авиона.

### Сачувани примерци авиона
Лични авион Макса Имелмана ознаке Е.13/15 је расходован март 1916. и послат у Берлин ради излагања у Зојгхаус музеју, али је уништен у првим РАФ-овим бомбардовањима 1940. током Другог светског рата. Ово што се може видети по свету су реплике овог авиона.

## Земље које су користиле авион
- Немачко царство
- Аустроугарска
- Турска